# Flugplatz Pontedera

i7
i11
i13
Der Flugplatz Pontedera (it.: Aeroscalo/Aeroporto di Pontedera) war ein italienischer Militärflugplatz und Werksflugplatz der Firma Piaggio bei Pontedera in der Toskana. Auf dem ehemaligen Flugplatzgelände befindet sich heute ein Gewerbegebiet.

## Geschichte
Der etwa 25 Kilometer östlich von Pisa und Livorno gelegene Flugplatz wurde im Jahr 1913 von der italienischen Marine für den Betrieb von Luftschiffen angelegt. Ein erster großer Hangar wurde während des Ersten Weltkriegs um eine zweite, etwas kleinere Halle ergänzt. Während des Krieges patrouillierten die in Pontedera stationierten Luftschiffe vor allem über dem Ligurischen Meer, um die Handelsschifffahrt und Nachschubkonvois vor U-Booten zu schützen.
Nach dem Krieg bot die Marine mit den Luftschiffen von Pontedera aus Rundflüge für Zivilpersonen an. Die Einnahmen gingen an Familien, die Angehörige im Krieg verloren hatten. Am 20. Dezember 1923 wurde der Flugplatz von der gerade aufgestellten Regia Aeronautica übernommen. Hier wurde auch Umberto Nobiles Luftschiff Norge stationiert, das 1926 den Nordpol erreichte. 1928 endete die Luftschiffära in Pontedera, der Flugplatz wurde fortan nur noch von Starrflügelflugzeugen genutzt.
In den folgenden Jahren ließ sich die Firma Piaggio in Pontedera nieder und baute hier Militärflugzeuge, vorwiegend Bomber, darunter die viermotorige Piaggio P.108. Im Zweiten Weltkrieg stand zunächst die Rolle als Werksflugplatz weiterhin im Vordergrund, es wurden aber auch verschiedene Jagd- und Bomberstaffeln hier stationiert. Der Flugplatz wurde schließlich durch alliierte Luftangriffe zerstört und dann von den Amerikanern besetzt, die ihn erst notdürftig wieder herrichteten und dann die Piste asphaltierten.
In der Nachkriegszeit verlor der Flugplatz, der unter der Kontrolle der italienischen Luftwaffe blieb, viel von seiner Bedeutung an den Flughafen Pisa. Piaggio baute in Pontedera zwar weiterhin Komponenten für Flugzeuge, unter anderem für die Aeritalia G.222 und die Aermacchi MB-326. Die Anlagen in Pontedera wurden aber vor allem bekannt wegen der dortigen Produktion der Vespa-Motorroller, die man viele Jahre lang auf der Start- und Landebahn des Flugplatzes testete. Nachdem man den Flugbetrieb ganz eingestellt hatte, wurde das Gelände nach und nach mit Fabrikhallen überbaut. Die bis 2010 vorhandenen Reste der Start- und Landebahn wurden bis 2013 vollständig abgetragen. An den Flugplatz erinnern heute noch die Straßen Via dell’Aeroporto und Via Hangar, an den früheren Luftschiffhafen ein Verwaltungsgebäude und ein Restaurant namens Aeroscalo.